# 伊塔佩塞里卡
伊塔佩塞里卡是巴西米纳斯吉拉斯州的一个市镇。总面积1042.06平方公里，总人口21220人，人口密度20.4人/平方公里。